# Leptosphaeria trollii
Leptosphaeria trollii är en svampart som först beskrevs av Petter Adolf Karsten, och fick sitt nu gällande namn av E. Müll. 1950. Enligt Catalogue of Life ingår Leptosphaeria trollii i släktet Leptosphaeria,  och familjen Leptosphaeriaceae, men enligt Dyntaxa är tillhörigheten istället släktet Leptosphaeria,  och familjen Phaeosphaeriaceae. Arten är reproducerande i Sverige. Inga underarter finns listade i Catalogue of Life.